# Sint-Hilariuskerk (Halluin)
De Sint-Hilariuskerk (Frans: Église Saint-Hilaire) is de centrale parochiekerk van de gemeente en stad Halluin (Halewijn), gelegen aan het Place de l'Abbé-Bonpain, in het Franse Noorderdepartement.

## Geschiedenis
Begin 12e eeuw was er al een kerk in Halewijn, waar ook de heren van Halewijn begraven werden. In 1579 werd deze kerk vernield door de Calvinisten. In 1603 werd een nieuwe kerk ingewijd. In 1678 werd deze kerk gesloopt om plaats te maken voor militaire versterkingen op last van de Franse koning Lodewijk XIV, die de stad in 1668 ingelijfd had. In 1687 werd een nieuwe kerk betrokken, nu op de huidige plaats. Door de snelle bevolkingstoename in de 19e eeuw werd deze kerk te klein. Hij werd gesloopt en van 1856-1858 werd een neogotische kerk gebouwd naar plannen van Charles Leroy.
Tijdens de Eerste Wereldoorlog werd de kerk gebruikt als paardenstal door de Duitse bezetter. In 2009 werd de kerk geheel gerestaureerd, waarbij de oorspronkelijke muurschilderingen weer werden vrijgelegd.

## Gebouw
Het betreft een driebeukige kerk met voorgebouwde toren. Deze toren, met een totale hoogte van 69 meter, heeft zeven geledingen. De kerk is 67 meter lang en heeft een breedte van 27,3 meter.